# 171
171（百七十一、ひゃくななじゅういち）は、自然数、また整数において、170の次で172の前の数である。

## 性質
- 171は合成数であり、約数は 1, 3, 9, 19, 57 と 171 である。
  - 約数の和は260。
- 171 = 1 + 2 + 3 + 4 + 5 + 6 + 7 + 8 + 9 + 10 + … + 17 + 18
  - 18番目の三角数である。1つ前は153、次は190。
    - 三角数が三角数になる約数の個数をもつ5番目の数である。1つ前は153、次は325。(オンライン整数列大辞典の数列 A116541)
    - 三角数がハーシャッド数になる10番目の数である。1つ前は153、次は190。
    - 171 = 66 + 105
      - 2つの異なる三角数の和で表せる8番目の三角数である。1つ前は136、次は231。(オンライン整数列大辞典の数列 A112352)

    - 171 = 3 + 15 + 153 = 6 + 45 + 120 = 15 + 36 + 120 = 21 + 45 + 105
      - 3つの異なる三角数の和で表せる11番目の三角数である。1つ前は153、次は190。(オンライン整数列大辞典の数列 A112353)
- 53番目のハーシャッド数である。1つ前は162、次は180 。
  - 9を基としたとき18番目のハーシャッド数である。1つ前は162、次は180 。
- 各位の積が7になる5番目の数である。1つ前は117、次は711。(オンライン整数列大辞典の数列 A034054)
- 1/171 = 0.005847953216374269… (下線部は循環節で長さは18)
  - 逆数が循環小数になる数で循環節が18になる9番目の数である。1つ前は152、次は190。
- 27番目の回文数である。1つ前は161、次は181。
  - 回文数がハーシャッド数になる11番目の数である。1つ前は111、次は222。
    - 1桁の数を除くと2番目である。
- 約数の和が171になる数は1個ある。(98) 約数の和1個で表せる38番目の数である。1つ前は164、次は174。
  - 約数の和が奇数になる15番目の奇数である。1つ前は133、次は183。
- 171 = 12 + 12 + 132 = 12 + 72 + 112 = 32 + 92 + 92 = 52 + 52 + 112
  - 3つの平方数の和4通りで表せる6番目の数である。1つ前は161、次は189。(オンライン整数列大辞典の数列 A025324)
  - 171 = 12 + 72 + 112
    - 異なる3つの平方数の和1通りで表せる54番目の数である。1つ前は169、次は178。(オンライン整数列大辞典の数列 A025339)
- 正四十角形の内角は171°である。
  - 正 n 角形において内角が度数法で整数になる15番目の角度である。1つ前は170°、次は172°。(オンライン整数列大辞典の数列 A110546)
- 171 = 32 × 19
  - 2つの異なる素因数の積で p2 × q の形で表せる23番目の数である。1つ前は164、次は172。(オンライン整数列大辞典の数列 A054753)
  - n = 2 のときの 19 × 3n の値とみたとき1つ前は57、次は513。(オンライン整数列大辞典の数列 176413)
- 17の約数 1,17 を降順に並べた数である。n の約数を降順に並べた数とみたとき1つ前の16は168421、次の18は1896321。(オンライン整数列大辞典の数列 A176558)
- 171 = 1 − 2 + 4 − 8 + 16 − 32 + 64 − 128 + 256 = 20 − 21 + 22 − 23 + 24 − 25 + 26 − 27 + 28
  - 171 = 29 + 1/2 + 1
    - n = 4 のときの 22n+1 + 1/3 の値とみたとき1つ前は43、次は683。(オンライン整数列大辞典の数列 A007583)
- 171 = 3 × (72 + 7 + 1) = 3 × (82 − 8 + 1)
  - n = 7 のときの 3(n2 + n + 1) の値とみたとき1つ前は129、次は219。(オンライン整数列大辞典の数列 A259711)
- 171 = 142 − 25
  - n = 14 のときの n2 − 25 の値とみたとき1つ前は144、次は200。(オンライン整数列大辞典の数列 A098603)
- 171 = 1 × 122 + 2 × 12 + 3 = 123(12)
  - 12進数で表すと昇順で連続する自然数になる3番目の数である。1つ前は14、次は2056。(オンライン整数列大辞典の数列 A048443)

## その他 171 に関連すること
- 第171代ローマ教皇は、ルキウス3世（在位：1181年9月1日～1185年11月25日）。
- 電話番号171は、災害用伝言ダイヤル。NTT東日本・NTT西日本が提供。
- スパール彗星(171P/Spahr)は、周期彗星。
- スカパー!のCh171は、スカチャン171。
- 第一七一海軍航空隊は、大日本帝国海軍の飛行隊。
- はたかぜ(JDS Hatakaze, DDG-171)は、海上自衛隊の護衛艦。
- バーンズ(USS Burns, DD-171)は、アメリカ海軍の駆逐艦。
- カーロール(USS Carroll, DE-171)は、アメリカ海軍の護衛駆逐艦。
- カトルフィッシュ(USS Cuttlefish, SC-5/SS-171)は、アメリカ海軍の潜水艦。